# Auser musici
Auser Musici è un ensemble vocale e strumentale italiano.

## Storia e attività
Auser Musici, fondato da Carlo Ipata nel 1997, prende il nome da un antico fiume della pianura pisana, e riunisce cantanti e musicisti che si accompagnano con strumenti storici. A questa iniziativa aderiscono sin dall'inizio non solo musicisti ma anche storici, musicologi e case discografiche, oltre che il Teatro di Pisa, dove l'orchestra è in residenza dal 2001. I concerti e le registrazioni sono il risultato della collaborazione tra gli interpreti e gli storici e i musicologi sull'approfondimento delle circostanze storiche e stilistiche dei fondi musicali riscoperti.
Il repertorio di Auser Musici ha permesso di ricostruire alcune pagine importanti della storia musicale toscana, e ha messo in evidenza i contatti e le influenze tra i compositori locali e i loro contemporanei europei. A tal proposito l'ensemble ha anche sdato avvio al progetto Tesori Musicali Toscani  che raccoglie e divulga pagine inedite di musica antica toscana. Negli ultimi anni la ricerca si è spinta anche in campo partenopeo con la registrazione di alcuni autori della scuola napoletana come Geraso, Jommelli, Palella, Papa e altri.

## Discografia
- 1998 - Francesco Barsanti, Sei sonate Op. 2  per flauto traverso (Agorà, AG 157.1)
- 1999 - Antonio Brunelli, Fioretti Spirituali (Agorà, AG 187.1)
- 2002 - Pietro Nardini, Overtures and Flute Concertos (Agorà, AG 157.1)
- 2003 - Francesco Barsanti, Concerti Grossi, Op. 3 n. 1, 4, 6, 7, 10 (Tactus, TC.690201)
- 2003 - Christian Joseph Lidarti, Musica da camera e concerto per clavicembalo (Tactus, TC.733701)
- 2003 - Francesco Geminiani, Concerti grossi, Op. 2 (Symphonia, SY 02200)
- 2004 - Francesco Gasparini, Dori & Daliso – Mirena & Floro (Symphonia, SY 03207)
- 2005 - Antonio Brunelli, Arie, scherzi, canzonette & madrigali per suonare & cantare (Symphonia, SY 04209)
- 2008 - Luigi Boccherini, Flute Quintets, Op. 19 (Hyperion, CDA67646)
- 2008 - Christian Joseph Lidarti, Violin  Concertos (Hyperion, CDA67685)
- 2008 - Nicola Porpora, ”Or sì m'aveggio, oh amore”: Cantatas for Soprano (Hyperion, CDA67621)
- 2010 - Antonio Cesti, Le disgrazie d'amore (Hyperion, CDA67771)
- 2010 - Neapolitan Flute Concertos, musiche di Antonio Palella, Genaro Rava, Giuseppe de Majo, Nicolò Jommelli, and Tommaso Prota (Hyperion, CDA67784)